# Municipio de Cambridge (Minnesota)
El municipio de Cambridge (en inglés, Cambridge Township) es una subdivisión administrativa del condado de Isanti, Minnesota, Estados Unidos. Según el censo de 2020, tiene una población de 2495 habitantes.

## Geografía
Está ubicado en las coordenadas 45°36′31″N 93°11′41″O / 45.60861, -93.19472 (45.608503, -93.19463). Según la Oficina del Censo de los Estados Unidos, tiene una superficie total de 80.7 km², de la cual 75.8 km² corresponden a tierra firme y 4.9 km² son agua.

## Demografía
Según el censo de 2020, hay 2495 personas residiendo en la zona. La densidad de población es de 32,9 hab./km². El 93.31% de los habitantes son blancos, el 0.36% son afroamericanos, el 0.32% son amerindios, el 0.84% son asiáticos, el 0.04% es isleño del Pacífico, el 0.68% son de otras razas y el 4.45% son de una mezcla de razas. Del total de la población, el 2.28% son hispanos o latinos de cualquier raza.

## Gobierno
El municipio está gobernado por una junta de cinco miembros: un presidente (chairman), dos supervisores, un secretario (clerk) y un tesorero. Además hay un superintendente de mantenimiento de rutas.
Como la unidad más pequeña de gobierno estatal, el municipio es responsable del mantenimiento de las carreteras, puentes, etc., así como de la protección contra incendios de los residentes.